# Swan Lake (zespół muzyczny)
Swan Lake to kanadyjska supergrupa grająca muzykę niezależną, składająca się z trzech członków, aktywnych muzyków innych formacji (Carey Mercer - Frog Eyes; Daniel Bejar - Destroyer, Hello, Blue Roses and The New Pornographers; Spencer Krug - Wolf Parade, Sunset Rubdown and Frog Eyes). Początkowo muzycy używali nazwy "Thunder Cloud", następnie - po odkryciu kapeli o tej samej nazwie - zmienili ją na obecną, będącą nawiązaniem do baletu Piotra Czajkowskiego. Pierwszy album "Beast Moans" ukazał się 21 listopada 2006 roku w niezależnej wytwórni Jagjaguwar, która wydała również drugi album, "Enemy Mine", 24 marca 2009 roku. Wchodzących w jego skład dziewięć piosenek zostało nagranych w początkach 2008 roku. Początkowy tytuł "Before the Law", odwołujący się do twórczości Franza Kafki, został zmieniony, by uniknąć zaszufladkowania grupy jako "literackiej".

## Członkowie
- Spencer Krug: klawisze, gitara, wokal
- Carey Mercer: gitara, wokal
- Dan Bejar: gitara, wokal